# Dodonaea glandulosa
Dodonaea glandulosa är en kinesträdsväxtart som beskrevs av J.G. West. Dodonaea glandulosa ingår i släktet Dodonaea och familjen kinesträdsväxter. Inga underarter finns listade i Catalogue of Life.